# Torrelló de Boverot
Torrelló de Boverot est un site préhistorique situé dans la commune d'Almassora (comarque de Plana Alta), dans la province de Castellón en Espagne,. 
Cet établissement humain, de l'Âge du bronze, a été déclaré Bien d'intérêt culturel en 1997.

## Historique
Les fouilles archéologiques réalisées sur le site d'environ 1 000 m2 ont permis de documenter certains vestiges de l'habitat datant de l'âge du bronze, qui pourraient être datés d'environ 1 000 ans av. J.-C.  Différentes structures urbaines se superposent, avec différents moments d'occupation. La rue ibérique (en partie pavée) se distingue, avec ses maisons jumelées (dont une avec enterrement d'enfant dans le trottoir), datées d'environ 160-140 av. J.-C.. Les murs d'enceinte, de plus de 70 mètres de long, protégeaient la colonie d'éventuelles invasions.
Les objets découverts sont exposés au musée municipal d'Almassora.